# ملعب بو
ملعب بو هو ملعب يقع في بو، سيراليون. تبلغ سعة الملعب 4000 مقعد، مما يجعله ثاني أكبر ملعب في سيراليون بعد ملعب سياكا ستيفنز الوطني في فريتاون. تم تخطيط وبناء الملعب من قبل المقاولين الصينيين. يُستخدم في الغالب لمباريات كرة القدم وهو الملعب الرئيسي لفريقي بو رينجرز ونيبيان ستارز. كما يتم استخدامه أحيانًا كموطن لمنتخبات سيراليون الوطنية تحت 20 عامًا وتحت 17 عامًا.